# Batalha de Monte Seleuco

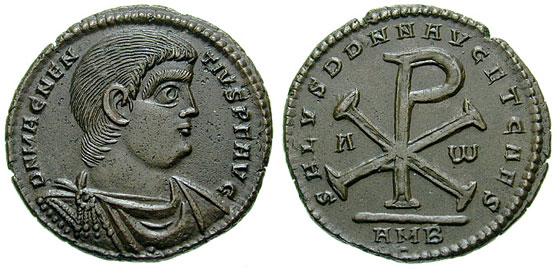
Moeda com a efígie de Magnêncio.

A Batalha de Monte Seleuco foi travada em 353 entre as forças do legítimo imperador romano Constâncio II e as forças do usurpador Magnêncio. As forças de Constâncio foram vitoriosas, e Magnêncio mais tarde cometeu suicídio. 
Aconteceu em La Bâtie-Montsaléon, no departamento Altos Alpes, sul da França. 

## Antecedentes e batalha
Após a derrota na Batalha de Mursa Maior, em setembro de 351, o rebelde Magnêncio tentou restabelecer sua defesa ao longo dos Alpes orientais, baseando-se em Aquileia. No entanto, ele alienou toda a Itália por seus massacres cruéis após a repressão da revolta debelada pelo usurpador Nepociano; revolta esta que o forçou a recuar ainda mais. Finalmente, Magnêncio se retirou em segurança para a Gália.
O dilatório Constâncio, determinado a decidir a disputa por poder esmagador e não por velocidade, instigou os francos e os alamanos do outro lado do Reno a invadir os domínios do usurpador na Gália, enquanto despachava contingentes para conquistar a Espanha e a África. Somente quando a frota imperial havia entrado no Ródano para capturar Lyon na retaguarda de Magnêncio - e quando chegaram as notícias de que seu irmão Decêncio fora sitiado em Sens pelos alamanos sob Conodomário  e que o norte da Gália rompera sua aliança - que Constâncio moveu-se contra o usurpador. 
Os exércitos se reuniram no Monte Seleuco, no atual departamento de Altos Alpes, perto de Gap, no sudeste da França. Constâncio, depois de um dia sangrento, foi novamente vitorioso, e Magnêncio, abandonado por sua guarda pessoal, tirou a própria vida em Lyon a 10 de agosto. 

## Consequências
Constâncio II tornou-se o imperador indiscutível do Império Romano, o qual passou o inverno em Arles, comemorando simultaneamente o trigésimo aniversário da sua eleição como César e a derrota de seu inimigo. Os ex-adeptos de Magnêncio foram cruelmente perseguidos,  e as atenções de Constâncio foram direcionadas ao arcebispo Atanásio, primaz de Alexandria, que além de se opor às opiniões teológicas do imperador, dera uma recepção favorável aos embaixadores do usurpador. 